# Сусунайский хребет
Сусунайский хребет — горный хребет в юго-восточной части острова Сахалин. Разделяет побережье Охотского моря и Сусунайскую долину.
Протяжённость хребта составляет 55 км. Высота — от 500 до 1 047 м. Высшие точки — гора Пушкинская (1047 м) и пик Чехова (1045 м). Также гора Августиновича (1035 м), Высокая (1021 м), Майорская (1014 м), Лысая (951 м) Бородавка (913 м), Стланик (711 м) и Российская (695 м). На юго-востоке переходит в Корсаковское плато.
Сложен осадочными и метаморфическими породами. Растительность на склонах смешанная. Покрыты зарослями ели, пихты, берёзы. Встречается также курильский бамбук, тополь и кедровый стланик. У подножия — г. Южно-Сахалинск. Через хребет проходит дорога Южно-Сахалинск — Лесное. Хребет широко используется для туризма, рекреации и спорта.
Есть геологический памятник природы регионального значения «Структурно-денудационный останец „Лягушка“».

## Историческая топонимика
У коренных обитателей этих мест (айны) хребет носил название Арекаре-Этута. Своё современное русское название (Сусунайский) ему дал гидрограф П. П. Глен, член Сибирской экспедиции ИРГО — по р. Сусуя (в переводе с айн. языка — «река поросшая ивой»), протекающей по Сусунайской долине. В 1905—1945 гг. японцы Карафуто называли его Судзуя, как и сам пик Чехова.